# 蘇里南異鱗石首魚
蘇里南異鱗石首魚（学名：Plagioscion surinamensis）為輻鰭魚綱鱸形目鱸亞目石首魚科的其中一種，分布南美洲亞馬遜河、馬格達萊納河及蘇利南沿岸河流流域，體長可達80公分，棲息在溪流，屬肉食性，可做為食用魚及觀賞魚。